# Альтвегг, Жанетт
Жанетт Элинор Альтвегг (англ. Jeannette Eleanor Altwegg; 8 сентября 1930 — 18 июня 2021) — британская фигуристка, выступавшая в женском одиночном катании. Чемпионка Олимпийских игр 1952 года и бронзовый призёр Олимпиады 1948 года, чемпионка мира 1951 года и двукратная чемпионка Европы (1951 и 1952).

## Биография
Несмотря на то, что Жанетт родилась в Индии, выросла она в Ланкашире, где её отец — Герман Альтвегг, по национальности швейцарец, работал на Ливерпульской хлопковой бирже (англ. Liverpool Cotton Exchange).
Кататься на коньках Альтвегг начала в возрасте восьми лет. Но кроме этого она серьёзно занималась теннисом и даже дошла до финала юниорского первенства в Уимблдоне в 1947 году. Однако, после победы на чемпионате Великобритании и пятого места на дебютном чемпионате мира в 1947 году она отказалась от тенниса и сосредоточилась исключительно на катании.
На своей первой Олимпиаде Жанетт заняла сразу третье место. Она выиграла золотую медаль чемпионата мира в 1951 году и закончила карьеру, выиграв золото на зимних Олимпийских играх 1952 года. Делала ставку на отличные обязательные фигуры в ущерб произвольной программе (в этих двух видах на Олимпиадах была соответственно, 2-й и 6-й в 1948, 1-й и 4-й в 1952).
Впоследствии, она отказалась от прибыльной профессиональной карьеры и предпочла работу преподавателя в детском приюте в Швейцарии. В 1953 году вышла замуж за швейцарского инженера Марка Виртца, брата своей подруги Сузи Виртц, чемпионки Швейцарии по фигурному катанию. В этом браке родилось четверо детей. В 1973 году Жанетт и Марк развелись. В 1983 году их дочь Кристина в составе сборной Швейцарии по кёрлингу стала чемпионкой Швейцарии и бронзовой медалисткой чемпионата Европы.

## Награды
- В 1953 году Жанетт Альтвегг стала командором ордена Британской империи, к которому была представлена по рекомендации сэра Уинстона Черчилля.
- В 1993 году была введена в Зал славы мирового фигурного катания[8].

## Спортивные достижения
| Соревнования/Сезон | 1947 | 1948 | 1949 | 1950 | 1951 | 1952 |
| Зимние Олимпиады   |      | 3    |      |      |      | 1    |
| Чемпионаты мира    | 5    | 4    | 3    | 2    | 1    |      |
| Чемпионаты Европы  | 4    | 5    | 3    | 2    | 1    | 1    |